# 20 de Noviembre, Simojovel
20 de Noviembre är en ort i Mexiko.   Den ligger i kommunen Simojovel och delstaten Chiapas, i den sydöstra delen av landet, 700 km öster om huvudstaden Mexico City. 20 de Noviembre ligger 337 meter över havet och antalet invånare är 156.
Terrängen runt 20 de Noviembre är kuperad åt sydväst, men åt nordost är den bergig. 20 de Noviembre ligger nere i en dal. Runt 20 de Noviembre är det ganska glesbefolkat, med 45 invånare per kvadratkilometer. Närmaste större samhälle är Simojovel de Allende, 13,9 km väster om 20 de Noviembre. I omgivningarna runt 20 de Noviembre växer huvudsakligen savannskog.